# Ramariopsis pulchella

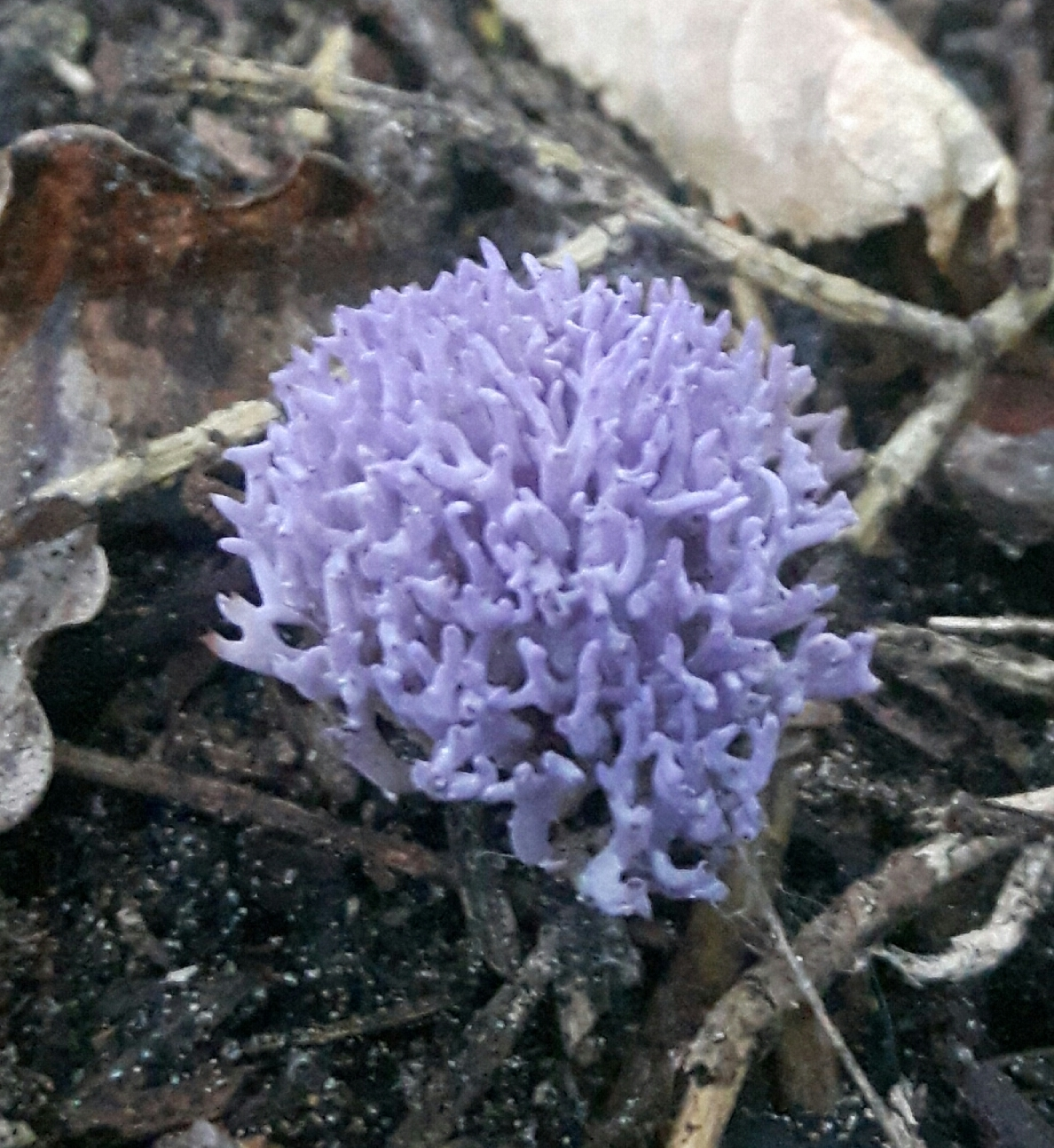

Ramariopsis pulchella (Boud.) Corner – gatunek grzybów należący do rodziny goździeńcowatych (Clavariaceae).

## Systematyka i nazewnictwo
Pozycja w klasyfikacji według Index Fungorum: Ramariopsis, Clavariaceae, Agaricales, Agaricomycetidae, Agaricomycetes, Agaricomycotina, Basidiomycota, Fungi.
Po raz pierwszy zdiagnozował go w 1887 r. Jean Louis Émile Boudier, nadając mu nazwę Clavaria pulchella. Obecną nazwę nadał mu Edred John Henry Corner w 1950 r.
Synonimów ma kilkanaście. Niektóre z nich:
- Clavulinopsis bizzozeriana (Sacc.) Jülich 1985
- Clavulinopsis pulchella (Boud.) Jülich 1985
- Ramariopsis bizzozeriana (Sacc.) Schild 1972

## Morfologia
Owocnik
Grzyb klawaroidalny o wysokości do 2 cm i szerokości do 1,5 cm, krzaczkowaty, rozgałęziający się dychotomicznie. Trzon o grubości do 15 mm, zwężający się lekko w dół, z bardzo małym, bladofioletowym podsadkiem, bladofioletowy, ku górze jasnobrązowawy, u podstawy białawy z brązowoawoszarymi plamami. Gałęzie o grubości około 1 mm, intensywnie niebiesko-fioletowe, w dolnej części jasno brązowoszare, wyrastające pod ostrymi kątami, w najwyższych rzędach półksiężycowate. Wierzchołki zwężające się gwałtownie, ale zaokrąglone, rozbieżne, o barwie fioletowawej.
Cechy mikroskopowe
Strzępki w tramie o średnicy 1,5–11,5 µm, szkliste, cienkościenne, ze sprzążkami, ciasno upakowane, z amorficznymi kryształami. Podstawki 22–27,5 × 5–5,5 µm, wąsko maczugowate, ze sprzążkami, szkliste; zawartość jednorodna do drobnoziarnistej lub rzadko z 1–2 małymi gutulami, z 4 prostymi, smukłymi, prawie nie rozbieżnymi sterygmami. Bazydiospory 3,5–4,0 × 2,8–3,1 µm, szeroko elipsoidalne, cienkościenne, ornamentowane rozproszonymi, małymi ostrymi kolcami o długości do 0,3 µm i z brodawkowatym wyrostkiem wnęki o długości poniżej 0,7 µm. Zawartość jednorodna lub z pojedynczą gutulą odbijającą światło.

## Występowanie i siedlisko
Występuje w Ameryce Północnej, Środkowej i Południowej, Europie, Azji, Australii i na Nowej Zelandii. Brak go w opracowanym w 2003 r. przez Władysława Wojewodę wykazie wielkoowocnikowych grzybów podstawkowych Polski, po raz pierwszy jego stanowiska w Polsce podali B. Gierczyk i inni w 2013 r. Aktualne stanowiska podaje także internetowy atlas grzybów. Znajduje się w nim na liście gatunków zagrożonych i wartych objęcia ochroną.